# Климовичский район
Кли́мовичский райо́н (бел. Клімавіцкі раён) — административная единица на востоке Могилёвской области Республики Беларусь. Административный центр — город Климовичи.
Численность населения — 21 605 человек (на 1 января 2025 года).

## Геральдика
Герб и флаг утверждены решениями Климовичского районного исполнительного комитета от 28 февраля 2001 года № 3-12 и Климовичского районного Совета депутатов от 2 марта 2001 года № 13-11. Зарегистрированы в Гербовом матрикуле Республики Беларусь 2 ноября 2001 года № 70.

## География
Климовичский район расположен на юго-востоке Могилёвской области, на расстоянии 140 км от областного центра. Площадь района составляет 1542,78 км2. Граничит с Кричевским, Чериковским, Краснопольским, Костюковичским, Хотимским районами Могилёвской области и Ершичским, Шумячским районами Смоленской области России.
Территорию района занимает Оршанско-Могилёвская равнина. Рельеф волнистый. Средняя высота над уровнем моря 195—210 м. Наивысшая точка — 214 м (возле деревни Галичи).
Климат — умеренно-континентальный. Средняя температура января −7,8 С°, июля +18,5 С°. Средняя норма осадков 565,6 мм в год.
Основные реки — Сож с притоками Ипуть, Лобжанка и Остер (с Сосновкой); а также Жадунька (с Крупней) и Суров — правые притоки Беседи. На Ипути сооружено Милославичское водохранилище.
Леса занимают 34 % территории района, болота— 4 %.

## История
Район образован 17 июля 1924 года в составе Калининского округа, с 1927 года по 1930 — в Могилёвском округе, затем в прямом республиканском подчинении, с 1938 года в Могилёвской области.
4 августа 1927 года к району отошли 8 сельсоветов упразднённого Милославичского района, 8 июля 1931 года — 2 сельсовета упразднённого Хотимского района. 12 февраля 1935 года эти 2 сельсовета переданы вновь образованному Хотимскому району.
17 апреля 1962 года к Климовичскому району были присоединены 2 сельсовета упразднённого Хотимского района (Забелышинский и Тростинский), 25 декабря 1962 года из состава Кричевского района в Климовичский район был передан Краснобудский сельсовет (6 января 1965 года возвращён Кричевскому району).
После аварии на Чернобыльской АЭС находится в зоне радиационного контроля.
В 1804 году в Климовичах найден клад: 1815 бронзовых и серебряных денариев первых римских императоров. Это самый крупный найденный клад в Белоруссии.
На севере района располагается недействующий военный аэродром «Кричев», где базировался 28-й истребительный авиационный полк ПВО (расформирован в 1993 году).
20 октября 1995 года административные единицы Климовичский район и город Климовичи, имеющие общий административный центр, объединены в одну административную единицу — Климовичский район.

## Население
Численность населения — 21 605 человек (на 1 января 2025 года), в том числе городское — 14 868 человек (Климовичи — 14 868 человек), сельское — 6 737 человек.
Численность населения — 22 433 человек (на 1 января 2023 года), в том числе в городских (Климовичи) условиях — 15 121 человек, в сельских — 7 312 человек.
| Численность населения (по годам) | Численность населения (по годам) | Численность населения (по годам) | Численность населения (по годам) | Численность населения (по годам) | Численность населения (по годам) | Численность населения (по годам) | Численность населения (по годам) | Численность населения (по годам) | Численность населения (по годам) | Численность населения (по годам) |
| 1939                             | 1959                             | 1970                             | 1979                             | 1989                             | 1996                             | 2001                             | 2002                             | 2003                             | 2004                             |                                  |
| -------------------------------- | -------------------------------- | -------------------------------- | -------------------------------- | -------------------------------- | -------------------------------- | -------------------------------- | -------------------------------- | -------------------------------- | -------------------------------- | -------------------------------- |
| 62 493                           | ↘50 101                          | ↘47 207                          | ↘40 760                          | ↘36 431                          | ↘35 200                          | ↘33 386                          | ↘32 724                          | ↘32 329                          | ↘31 793                          |                                  |
| 2005                             | 2006                             | 2007                             | 2008                             | 2009                             | 2010                             | 2011                             | 2012                             | 2013                             | 2014                             |                                  |
| ↘31 118                          | ↘30 420                          | ↘29 853                          | ↘29 361                          | ↘28 901                          | ↘28 369                          | ↘27 628                          | ↘27 107                          | ↘26 566                          | ↘26 009                          |                                  |
| 2015                             | 2016                             | 2017                             | 2018                             | 2019                             | 2020                             | 2021                             | 2022                             | 2023                             | 2024                             |                                  |
| ↘25 661                          | ↘25 280                          | ↘24 871                          | ↘24 497                          | ↘24 153                          |                                  |                                  |                                  | ↘22 433                          |                                  |                                  |
| 2025                             |                                  |                                  |                                  |                                  |                                  |                                  |                                  |                                  |                                  |                                  |
| ↘21 605                          |                                  |                                  |                                  |                                  |                                  |                                  |                                  |                                  |                                  |                                  |

По итогам переписи 2019 года, 94,22 % жителей района назвали себя белорусами, 3,93 % — русскими, 0,76 % — украинцами, 0,08 % — поляками, 0,04 % — евреями.
На 1 января 2018 года 18,2 % населения района были в возрасте моложе трудоспособного, 54,9 % — в трудоспособном возрасте, 26,9 % — в возрасте старше трудоспособного. Средние показатели по Могилёвской области — 17,5 %, 56,8 % и 25,7 % соответственно. 52,2 % населения составляли женщины, 47,8 % — мужчины (средние показатели по Могилёвской области — 52,9 % и 47,1 % соответственно, по Республике Беларусь — 53,4 % и 46,6 %).
Коэффициент рождаемости в районе в 2017 году составил 11,2 на 1000 человек, коэффициент смертности — 17 (в районном центре — 10,8 и 12,3 соответственно). Средние показатели рождаемости и смертности по Могилёвской области — 10,5 и 13,6 соответственно, по Республике Беларусь — 10,8 и 12,6 соответственно. Всего в 2017 году в районе родился 201 и умерли 419 человек, в том числе в районном центре родилось 176 и умерло 200 человек.
В 2017 году в районе было заключено 148 браков (6 на 1000 человек, средний показатель по Могилёвской области — 7,1) и 73 развода (3 на 1000 человек, средний показатель по Могилёвской области — 3,6).
Наблюдается устойчивая миграционная убыль населения — из района выезжает значительно больше людей, чем приезжает (в 2010 году из района выехало почти в 4 раза больше людей, чем приехало):
| Миграция населения: |
| График не отображается по техническим причинам. Чтобы исправить это, воспроизведите график в новом формате, если это возможно. |

## Административно-территориальное деление
Административный центр — город Климовичи.
Район делится на 7 сельсоветов:
- Гусарковский
- Домамеричский
- Киселёво-Будский
- Лобжанский
- Милославичский
- Родненский
- Тимоновский

Упразднённые сельсоветы:
- Галичский[24]
- Высоковский
- Лозовицкий
- Савиничский

В 1994 году на территории района был упразднён Савиничский сельсовет, в 2014 году были упразднены Высоковский и Лозовицкий сельсоветы.
21 июня 2023 года упразднён Галичский сельсовет. Населённые пункты включены в состав Родненского и Милославичского сельсоветов.
Ранее был Климовичский горсовет — в состав которого входил город Климовичи и населённые пункты Круглое, Реут, Хотень. Население на территории горсовета составляло 15 208 жителей (2007 год).

## Экономика

### Промышленность
Промышленные предприятия сосредоточены в основном в Климовичах. Среди них ОАО «Климовичский ликёро-водочный завод», ОАО Климовичский комбинат хлебопродуктов, Климовичский хлебозавод (филиал РУП «Могилевхлебпром»), Климовичские электрические сети (филиал РУП «Могилёвэнерго»), цех по производству извести ПРУП «Белорусский цементный завод», ПЧУП «Климовичское предприятие шпалопродукции» и стройматериалов и другие.

### Сельское хозяйство
Сельское хозяйство специализируется на мясо-молочном животноводстве, свиноводстве, выращивании картофеля, зерновых и кормовых культур. Площадь сельхозугодий 82,8 тыс.га, в том числе осушенных 13,9 тыс.га.
Общая посевная площадь сельскохозяйственных культур в организациях района (без учёта фермерских и личных хозяйств населения) в 2017 году составила 36 620 га (366 км², 9-е место в Могилёвской области). В 2017 году под зерновые и зернобобовые культуры было засеяно 17 180 га, под кормовые культуры — 18 142 га. Валовой сбор зерновых и зернобобовых культур в сельскохозяйственных организациях в 2017 году составил 45,8 тыс. т. По валовому сбору зерновых в 2017 году район занял 9-е место в Могилёвской области. Средняя урожайность зерновых в 2017 году составила 27 ц/га (средняя урожайность по Могилёвской области — 33,4 ц/га, по Республике Беларусь — 33,3 ц/га). По этому показателю район занял 17-е место в Могилёвской области.
На 1 января 2018 года в сельскохозяйственных организациях района содержалось 22,7 тыс. голов крупного рогатого скота, в том числе 7,7 тыс. коров, а также 30,4 тыс. свиней. По поголовью крупного рогатого скота район занял 13-е место в Могилёвской области, по поголовью свиней — 3-е, после Могилёвского и Мстиславского. В 2017 году сельскохозяйственные организации района реализовали 5 тыс. т скота и птицы на убой (в живом весе) и произвели 26,5 тыс. т молока. По производству молока район занял 13-е место в Могилёвской области. Средний удой молока с коровы — 3780 кг (средний показатель по Могилёвской области — 4296 кг, по Республике Беларусь — 4989 кг).

## Транспорт

### Железнодорожный
Через район проходят железные дороги Орша — Унеча и Могилёв — Рославль протяжённостью около 50 км. Каждый день курсирует поезд Коммунары — Брест, имеется пригородное сообщение поездов на Шестёровку (Рославльское направление) и Унечу.

### Автомобильный
По территории района проходят республиканские дороги Р43 Ивацевичи — Кричев, Р75 Барсуки — граница России, Р122 Могилёв — Костюковичи, Р139 Родня — Хотимск.
Основное автотранспортное предприятие — Автопарк № 9 ОАО «Могилёвоблавтотранс».

### Трубопроводный
По территории района проходит нефтепровод Унеча — Полоцк (ветка нефтепровода «Дружба»).

## Здравоохранение
В 2017 году в учреждениях здравоохранения района работало 50 врачей и 302 средних медицинских работника, в лечебных учреждениях было 148 больничных коек. Численность врачей в пересчёте на 10 тысяч человек — 20,4 (средний показатель по Могилёвской области — 34,6, по Республике Беларусь — 40,5), количество коек в пересчёте на 10 тысяч человек — 60,4 (средний показатель по Могилёвской области — 83,1, по Республике Беларусь — 80,2). По этим показателям район занял 15-е и 20-е места в области соответственно.

## Образование
Действуют районная гимназия, 4 средних школы, 5 базовых школ, 1 начальная школа, 6 учебно-педагогических комплексов «Детский сад-средняя школа», 3 учебно-педагогических комплекса «Детский сад-базовая школа», 1 учебно-педагогических комплекс «Детский сад-начальная школа», 9 дошкольных учреждений. Также работают центр туризма, краеведения и экскурсий детей и молодёжи, детская юношеская спортивная школа, многопрофильный центр детей и молодёжи, социально-педагогический центр, центр коррекционно-развивающего обучения и реабилитации, межшкольный учебно-производственный комбинат, детский дом семейного типа.
В 2017 году в районе насчитывалось 16 учреждений дошкольного образования (включая комплексы «детский сад — школа») с 0,9 тыс. детей. В 2017/2018 учебном году в районе действовало 14 учреждений общего среднего образования, в которых обучались 2,8 тыс. учеников. В школах района работало 408 учителей. В среднем на одного учителя приходилось 7 учеников (среднее значение по Могилёвской области — 8,4, по Республике Беларусь — 8,7). В районном центре действует Климовичский государственный аграрный колледж (готовит специалистов сельского хозяйства, электросварщиков, поваров по программам профессионально-технического обучения, а также зоотехников, ветеринаров и техников сельского хозяйства по программам среднего специального образования).

## Культура
В Климовичском районе культурно-просветительная работа осуществляется 43 учреждениями культуры, из них:
- ГУК «Климовичская библиотечная сеть» включает 18 библиотек
- ГУК «Централизованная клубная система Климовичского района» — 19 учреждений
- Климовичский Дом ремесел
- УК «Климовичский районный краеведческий музей» в г. Климовичи[39] (собрано более 7,4 тысяч музейных предметов основного фонда; в 2016 году музей посетили 11,8 тысяч человек (по этому показателю музей занял 13-е место в Могилёвской области)[40]
  - Краеведческая экспозиция музея в агрогородке Тимоново Тимоновского сельсовета
- ГУО «Детская школа изобразительных искусств»
- ГУО «Сельская детская школа искусств Климовичского района»
- ГУО «Климовичская детская школа искусств»

## События и мероприятия

### Фестивали
- Начиная с 1996 года в Климовичи ежегодно проходит фестиваль детского творчества «Золотая пчёлка». С 2001 года он носит статус международного.

### Традиции
- Обряд «Закліканне дажджу» в деревне Старый Дедин. Обряд внесён в государственный список объектов нематериальной историко-культурной ценности Республики Беларусь.

## Достопримечательности

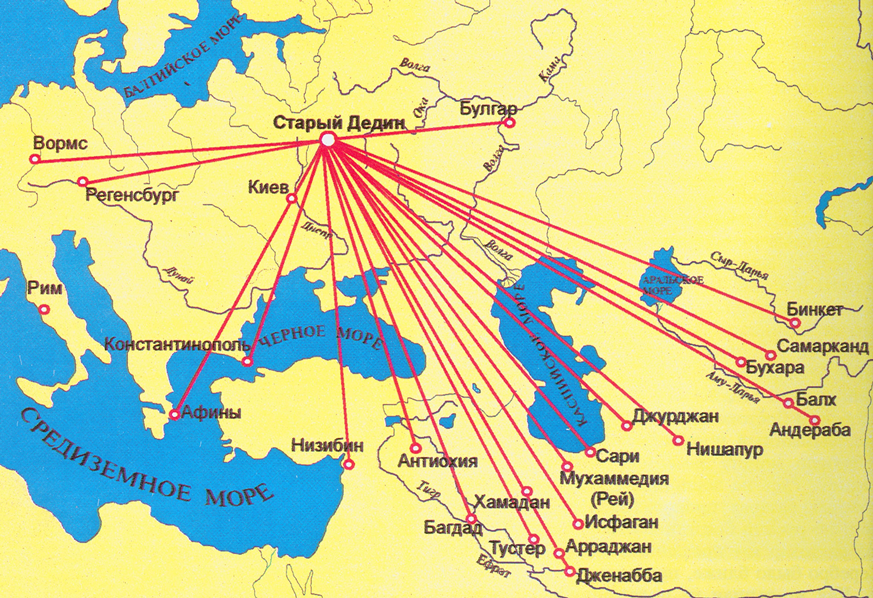
Места чеканки монет из клада, найденного в деревне Старый Дедин

- Церковь Святого Михаила середины XIX века в Климовичах
- Особняк князей Мещерских в Климовичах
- Страусиная ферма в деревне Соболёвка

## Стародединский клад
Стародединский клад, найденный в 1926 году в деревне Старый Дедин был сокрыт между 980 и 985 годами. В двух глиняных горшках был 201 куфический дирхем, 1 византийский милиарисий (Константинополь) и 2 денария Германии (Вормс, Регенсбург). Клад находился в Белорусском государственном музее, не сохранился. Если в обрезанных монетах Стародединского клада, по аналогии с такими же монетами Березовского клада, предположить резану, то норма куны этого клада должна заключаться в пределах 3,2—3,4 г. Норму гривны, соответственно, следует искать в пределах 80—85 г. Южная гривна кун (нормы Стародединского клада) относится к византийской литре точно так же, как северная гривна кун относится к гривне серебра.

## СМИ
Издаётся районная газета «Родная Ніва» и действует телевизионная программа «Мир-ТВ».